# La scelta di Betty
La scelta di Betty (Betty Takes a Hand) è un film muto del 1918 diretto da John Francis Dillon . Il primo film di quell'anno (l'ottavo della sua breve carriera) interpretato da Olive Thomas, l'attrice che sarebbe morta con modalità mai del tutto chiarite solo due anni dopo in Francia.

## Trama
Betty Marshall si reca in visita a Los Angeles dalla zia, la signora Hamilton Haines, e da sua cugina, Ida. Tom, figlio di Peter Bartlett, l'uomo che ha defraudato finanziariamente il padre di Betty, ha invitato sul suo yacht la signora Haines con la figlia. Ma Ida, considerando che la cugina è troppo carina, non la fa partecipe dell'invito alla gita in barca. Tom, mentre passa davanti alla residenza degli Haines, conosce Betty scambiandola per Ida e se ne innamora. Betty conosce casualmente il vecchio Barlett: l'uomo resta talmente affascinato dalla ragazza che le offre 5.000 dollari perché sposi suo figlio. Quando i due ragazzi convolano a nozze, i loro padri scoprono le loro vere identità provocando dapprima l'ira dei genitori. Alla fine, i due vecchi rivali in affari fanno la pace e benedicono il matrimonio dei loro figli.

## Produzione
Il film fu prodotto dalla Triangle Film Corporation.

## Distribuzione
Distribuito dalla Triangle Distributing, il film uscì nelle sale cinematografiche statunitensi il 6 gennaio 1918. In Francia fu distribuito il 28 febbraio 1919 con il titolo La Revanche de Betty; in Svezia il 15 settembre 1919 come Bettys helinackordering. Uscì anche in Italia, distribuito dalla Apollo nel 1920.

### Conservazione
Copia completa della pellicola si trova conservata negli archivi della Library of Congress di Washington.